# نوري حمودي القيسي
نوري حمودي القيسي هو مؤرخ وأديب ومحقق عراقي شغل منصب عميد كلية الآداب في جامعة بغداد على مدى 20 عاما وعمل أستاذا في قسم اللغة العربية في كلية الآداب والتربية ابن رشد في جامعة بغداد.
توفي في 1/11/1994 في عمادة كلية الآداب. أصدر 133 كتاباً في التحقيق والدراسات والأدب، إضافة إلى مئات البحوث والمقالات في الصحف والمجلات والدوريات، شارك في العديد من المؤتمرات عربياً وعالمياً، وكان عضواً في أكثر من مجمع علمي في العراق والأردن والهند.

## مؤلفاته
ألّف القيسي حوالي 133 كتابًا في التحقيق والدراسات والأدب واللغة، منها:
- شعر النمر بن تولب.
- شعر الأسود بن يعفر.
- شعر الخطيم بن نويرة العبشمي.
- شعر خفاف بن ندبة.
- شعر المفجع البصري.
- شعر الشمَّرْدَل بن شُرَيْك.
- عبيد بن أيوب العنبري، حياته وما بقي من شعره.
- المرار بن سعيد الفقعسيّ، حياته وما بقي من شعره.
- كتاب البئر.
- الإماء الشواعر لأبي الفرج الأصبهاني.
- شعر أبي زبيد الطائي.
- شعر الراعي النميري.
- الفروسية في الشعر الجاهلي.
- الطبيعة في الشعر الجاهلي.
- المستدرك على صناع الدواوين 2ج.
- محاولات في دراسة اجتماع الأدب.
- شعر الحرب حتى القرن الأول الهجري.
- شعراء إسلاميون.
- شعراء أمويون.
- مواقف من السيرة النبوية.
- لمحة من الشعر القصصي في الأدب العربي.
- شعر الحرب في عصر الرسالة.
- منهج تحقيق النصوص ونشرها.